# Аллаїховський улус
Аллаїховський улус (якут. Аллайыаха улууhа, рос. Аллаиховский улус) — муніципальний район у північній частині Республіки Саха (Якутія). Адміністративний центр — смт. Чокурдах. Утворений 20 травня 1931 року.

## Населення
Населення району становить 2 859 особи (2013).

## Адміністративний поділ
Район адміністративно поділяється на 5 муніципальних утворень, які об'єднують 6 населених пунктів.

## Відомі особистості
У районі народилась:
- Горохова Євдокія Миколаївна (1924—2014) — радянська партійна і державна діячка.